# Kaoss Pad
Kaoss Pad — сенсорный контроллер эффектов компании Korg.

## Продукция
Наиболее известные продукты линейки Kaoss компании Korg (в хронологическом порядке):
- 1999 — KP1 Kaoss Pad. Korg выпустила обновлённую версию Kaoss Pad : KP2, с новыми функциями; KPE1 Kaoss Pad Entrancer, Kaoss Pad, который может обрабатывать звук и видео.
- 2006 — KP3
- 2007 — Kaoss Pad, под названием "mini-KP". Этот новый Kaoss Pad был основан на KP3, используя многие из тех же основных элементов. Как следует из названия, mini-KP является уменьшенной версией своего старшего брата, KP3. Mini-KP предлагает 100 эффектов / программ и два банка памяти. Он может питаться от 4-х батареек АА, чтобы пользователи были способны в полной мере использовать его мобильность. Тем не менее, mini-KP не оснащён MIDI выходом, а его сенсорная панель не имеет дисплея.
- 2011 — Kaoss Pad, Kaoss Pad Quad. Он способен обрабатывать до четырёх эффектов сразу, хотя он не имеет MIDI-выхода.

## Особенности
Kaoss Pad представляет собой контроллер сенсорной панели MIDI, семплер и процессор эффектов для аудио и музыкальных инструментов, произведённых компанией Korg.
Сенсорная панель Kaoss Pad'а может быть использована для управления встроенным в него процессора эффектов, которые могут быть применены к линейному сигналу или к сэмплам записанным в линию. Типы эффектов включают смещение высоты тона, искажение, фильтрацию, вау-вау, тремоло, флэнжер, задержку, реверберацию, автоматическое панорамирование, память, фэйзер и кольцевую модуляцию. 
Kaoss Pad также может быть использован в качестве MIDI-контроллера, х и у-оси позиции пальца на сенсоре выводятся через MIDI соединение, как два непрерывных сигнала контроллера. Сумма х и у позиции могут также быть выведены в качестве третьего непрерывного сигнала контроллера.